# 三上昴
三上 昴（みかみ すばる、1987年9月22日 - ）は、日本の企業経営者。
サッカー明治安田生命J3リーグに所属するFC琉球の運営企業である琉球フットボールクラブ株式会社の代表取締役社長を務める。沖縄出身の妻を持ち、1児の父。幼いときからサッカーを始め、小中高と継続。筑波大学サッカー部で、当時監督の風間八宏から指導を受ける。
大学院でMBAを取得後、ゴールドマン・サックス証券株式会社へ入社した。Vice Presidentへ就任するなど評価を得つつ、一方で、『サッカーに関わる仕事をしたい』という思いや『人に感動を与え、自分も感動できる仕事をしたい』という気持ちが募り、琉球フットボールクラブ株式会社取締役へ就任。

## 来歴
- 1987年、東京都練馬区に生まれる[要出典]。
- 2000年、私立武蔵中学校に入学。サッカー部に所属し副キャプテンとして活躍[要出典]。
- 2003年、私立武蔵高等学校に入学。サッカー部に所属しキャプテンとして活躍。東京都ベスト64が最高位[要出典]。
- 2006年、私立武蔵高等学校を卒業し、筑波大学へ入学。サッカー部に所属。当時、サッカー部監督であった風間八宏に指導を受ける[要出典]。
- 2010年[要出典]、筑波大学を卒業。筑波大学院経営政策科学専攻MBAコースへ入学。サッカーチームの経営等を学ぶ。
- 2012年[要出典]、筑波大学経営政策科学専攻MBAコース卒業。卒業論文のテーマは、『サッカーリーグにおけるチームパフォーマンスの決定要因を探る』[要出典]。
- 2012年[要出典]、ゴールドマン・サックス証券株式会社へ入社。
- 2017年、ゴールドマン・サックス証券株式会社 Vice President就任[要出典]。
- 2018年、琉球フットボールクラブ株式会社　取締役就任。
- 2019年6月、琉球フットボールクラブ株式会社　代表取締役社長就任[2]。
- 2020年8月末で琉球フットボールクラブ株式会社を退職[3]。
- 2020年9月、新規事業としてHUMAN DEVELOPMENT ACADEMYを立ち上げる[4]。